# Talmud Bavli
|  | Sammenskrivningsforslag Artiklen Talmud Bavli er foreslået føjet ind i Talmud. (Siden oktober 2020) Diskutér forslaget |

Talmud Bavli er den hebraiske gengivelse af babylonske Talmud. Den er nedskrivet af en rabbiner i Babylon i det nuværende Irak. Nedskrivningen af Talmud Bavli blev færdiggjort omkring år 500. Det er Talmud Bavli, der i dag studeres og er normgivende indenfor jødedommen i modsætning til Talmud Jerushalmi, der i sammenligning er ufuldstændig.